# Campeonato Maranhense de Futebol de 1999
O Campeonato Maranhense de Futebol de 1999 foi a 78º edição da divisão principal do campeonato estadual do Maranhão. O campeão foi o Maranhão que conquistou seu 12º título na história da competição. O artilheiro do campeonato foi Chita, jogador do Ferroviário, com 19 gols marcados.

## Premiação
| Campeonato Maranhense de 1999 |
| ----------------------------- |
| Maranhão Campeão (12º título) |